# 989 (číslo)
Devět set osmdesát devět je přirozené číslo. Římskými číslicemi se zapisuje CMLXXXIX a řeckými číslicemi ϡπθ´. Následuje po čísle devět set osmdesát osm a předchází číslu devět set devadesát.

## Matematika
989 je:
- Deficientní číslo
- Složené číslo
- Poloprvočíslo
- Nešťastné číslo

## Astronomie
- (989) Schwassmannia je planetka hlavního pásu, kterou objevil v roce 1922 Arnold Schwassmann
- NGC 989 je čočková galaxie v souhvězdí Velryby

## Roky
- 989
- 989 př. n. l.